# あわじひめじ
あわじひめじは、日本の漫画家。男性。兵庫県出身。

## 概要
近年は、茜新社発行の男性向け成人向け漫画誌『コミックエルオー』で活動中だが、作者の成人向け漫画における特徴的な点として、主人公（ヒロイン）を徹底的に強姦、輪姦する描写が挙げられる。
ヒロインが最終的に（主に精神的に）壊れることが非常に多く、その執拗な描写は、弱者に対する強者の暴力行為の結末を容赦なく突きつけており、あたかも実際に行われたかのごとく描かれ、読者をただ「見ているだけ」ではすまされないかのように引き込むほど。そしてその手法により、「史上最狂のレイプ漫画家」「地獄のロリータレイパー」と言われている。
また、作品を作るにあたって、各キャラクターの設定資料を作成したうえで作画にとりかかっている。この設定資料には、女性キャラクターのみならず男性キャラクターにおいても全身図、名前、国籍、Tシャツのロゴなど詳細な設定を設けている。
初期の司書房時代には茜新社時代には見られないアクション、ラブコメ、ギャグ作品も手がけており、鳥居睦子、竹内義和、平野秀朗と思しき関西ラジオ界の有名人たちが登場する成人向け漫画作品を描いて、『誠のサイキック青年団』で取り上げられたこともある。
過去にグループSNEの入社試験を受けたことがあるが、面接で落ちている。

## 作品リスト
1. 『アンチリアル』 2001年8月初版発行（2001年8月発売）、司書房〈TSUKASA COMICS〉[注 1]、ISBN 4-8128-0613-5
2. 『泡姫殿』 2003年4月25日初版発行（2003年3月17日発売[6]）、司書房〈TSUKASA COMICS〉[注 1]、ISBN 4-8128-0887-1
3. 『倭姦〜わかん〜』 2005年6月15日初版発行（2005年5月12日発売[6]）、司書房〈TSUKASA COMICS〉[注 1]、ISBN 4-8128-1208-9
4. 『極!幼女（スゴ!ロリ）』 2005年4月25日初版発行（同日発売[7]）、茜新社〈TENMACOMICS LO #15〉、ISBN 4-87182-756-9
表紙、裏表紙の彩色は朝木貴行[8]。
  - 卒業するまで二人惨脚
  - 小児病棟産婦人科
  - R-9〜9歳女児レイプ〜
  - R-5〜5歳女児レイプ〜（茜新社 だっこ園ジぇる 〜園ジぇる6〜 初出）
  - おいたんジュ〜スごくごくっ!
  - 仲良し兄弟+1
  - れいん（茜新社 よちよち園ジぇる 〜園ジぇる5〜 初出）
  - モグモグコンボ!!
  - できたて♡7ヶ月
5. 『精性魔装オルガード』 2006年7月15日初版発行（2006年6月15日発売[6]）、司書房〈TSUKASA COMICS〉[注 1]、ISBN 4-8128-1423-5
6. 『J・R JuniorRape』 2007年2月24日初版発行（同日発売[9]）、茜新社〈TENMACOMICS LO #39〉、ISBN 978-4-87182-899-4
表紙、裏表紙の彩色は目高健一[10]。
  - JUSTICE RIGHTS! #650 ソニックキディの危機 後編
  - 輪姦証明
  - 夕日が丘の少女強姦
  - 暴行教師－卒業するまで居残り練習－
  - いとしの天パー娘
  - 夏の尻穴（とびら）（茜新社 すやすや園ジぇる 〜園ジぇる9〜 初出）
  - トイレのハメ子ちゃん
  - 特別付録設定資料集
7. 『辱育』 2008年10月18日初版発行（同日発売[11]）、茜新社〈TENMACOMICS LO #61〉、ISBN 978-4-86349-029-1
表紙、裏表紙の彩色はこうきくう、カラーページ彩色はNoise[12]。
  - oh! 透明強姦魔
  - 地域強姦MAP
  - Trick or Rape? 〜悪戯か強姦か?〜
  - 子供達の安全を嬲るために!
  - 裸の給食（ランチ）
  - 亜久津輪姦（レイプ）スクールへようこそ! 第一話
  - 亜久津輪姦スクールへようこそ! 第二話
  - 亜久津輪姦スクールへようこそ! 第三話
  - 亜久津輪姦スクールへようこそ! 第四話
  - 亜久津輪姦スクールへようこそ! 最終話
  - 亜久津輪姦スクール付属病院へようこそ!
  - 設定資料集
8. 『未成辱』 2011年3月25日発売[13]、茜新社〈TENMACOMICS LO #103〉、ISBN 978-4-86349-214-1
9. 『ろり〜はめはめ』 2013年5月24日発売[14]、茜新社〈TENMACOMICS LO #136〉、ISBN 978-4-86349-364-3
10. 『貧乳甘姦』 2015年10月30日発売[15]、三和出版〈サンワコミックス〉、ISBN 978-4-77699-060-4
11. 『僕らがロリになる理由』 2016年5月27日発売[16]、ヒット出版社〈セラフィンコミックス〉、ISBN 978-4-89465-694-9
12. 『彼女を奴隷に堕としたら』 2017年8月25日発売[17]、ジーオーティー〈GOTコミックス〉、ISBN 978-4-81480-045-2
13. 『娼学生肉便器』 2019年2月28日発売、ヒット出版社[18]〈セラフィンコミックス〉、ISBN 978-4-89465-791-5
14. 『少女が「ひぎぃ！」と叫ぶとき』 2021年1月28日発売[19]、ヒット出版社〈セラフィンコミックス〉、ISBN 978-4-89465-855-4